# Cimetière Saint-Louis d'Évreux
 (octobre 2021).
Si vous disposez d'ouvrages ou d'articles de référence ou si vous connaissez des sites web de qualité traitant du thème abordé ici, merci de compléter l'article en donnant les références utiles à sa vérifiabilité et en les liant à la section « Notes et références ».
Le cimetière Saint-Louis est l'un des quatre cimetières municipaux d'Évreux dans le département de l'Eure, les autres étant le cimetière Saint-André, le cimetière de Navarre et le cimetière paysager du Parc des Ifs.
Il se trouve entouré des rues Saint-Louis et de la Justice et bordé par le tracé de l'ancienne ligne d'Évreux-Embranchement à Acquigny.

## Histoire et description

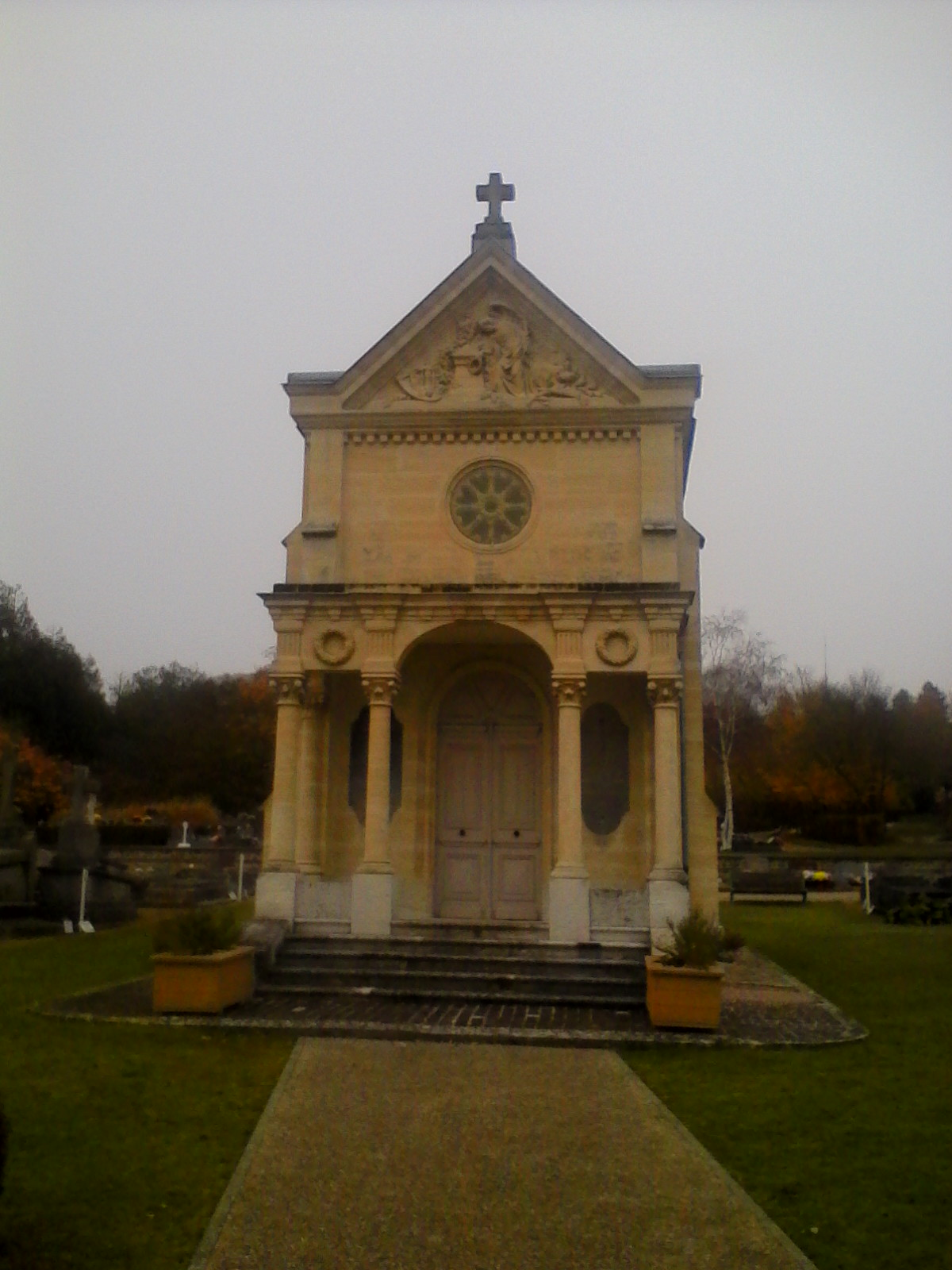
Chapelle-mausolée du cimetière Saint-Louis.

Ce cimetière a été ouvert au milieu du XIXe siècle. Il est dénommé cimetière des Quatre-Acres (soit 1,6 ha) au temps de la Révolution. Son plan est en forme de triangle. La pointe abrite le cimetière militaire (dont des soldats britanniques et de l'Empire britannique et quelques soldats allemands), puis la partie ancienne du cimetière s'étend dans un espace non arboré et ensuite la base regroupe les divisions modernes dont les tombes sont sans aucun intérêt artistique, mais cette partie est plus végétalisée. On remarque, au milieu de la partie ancienne, une haute et imposante chapelle de style néoroman avec une colonnade en façade, et plus loin l'étonnant gisant en bronze d'Anatole Guindey par Albert Miserey. Le carré militaire est dominé par le monument aux morts du Souvenir français représentant la Patrie tenant un laurier d'une main et un drapeau crêpé de deuil de l'autre.

## Personnalités inhumées
- Modeste Anquetin (1817-1909), horloger et poète
- Comte Gabriel d'Arjuzon (1761-1851), grand chambellan de Louis Bonaparte, pair de France et son épouse née Pascalie Hosten (1774-1850), dame d'honneur d'Hortense de Beauharnais
- Comte Félix d'Arjuzon[4] (1800-1874), chambellan de Napoléon III, fils des précédents
- Prince Alexandre Bibesco[4],[5] (1842-1911), homme de lettres et alpiniste
- Émile Clérisse[4] (1856-1938), musicien, président de la confédération musicale de France de 1912 à 1935[6]
- Maurice Champeau[4] (1913-1968), membre de l'Académie de chirurgie
- Henri Cumont[4] (1864-1953), poète, membre de la société des poètes français. Son poème La Mort des cloches qui évoque le bombardement d'Évreux et de sa cathédrale en juin 1940 est reproduit sur sa stèle
- Nicolas Jules Davy (1814-1874), républicain opposant à Louis-Philippe (obélisque)
- Guy Goubert, ancien procureur syndic du district d'Andely, inhumé le dimanche 25 juin 1797, assassiné la veille[7],[8]
- Anatole Guindey[4] (1834-1898), maire d'Évreux, sénateur (gisant dû à Albert Miserey)
- Louis Charles Hérissey[4] (1849-1909), imprimeur
- Claude-Étienne Hugau[4] (1741-1820), officier royal puis député de l'Eure de la première assemblée législative (obélisque)
- Jules Janin[4] (1804-1874), homme de lettres, journaliste, critique de théâtre, académicien (buste de bronze dû à Auguste-Maximilien Delafontaine, fils de Pierre-Maximilien Delafontaine) et son beau-père, président du tribunal et maire d'Évreux, Nicolas François Huet (buste en bronze dû à Antoine Samuel Adam-Salomon)[9]
- Jean-Louis Lepouzé[4] (1821-1882), maire d'Évreux, député (statufié, représenté assis sur un haut socle)
- Jules Paullet[4] (1801-1894), dessinateur et graveur

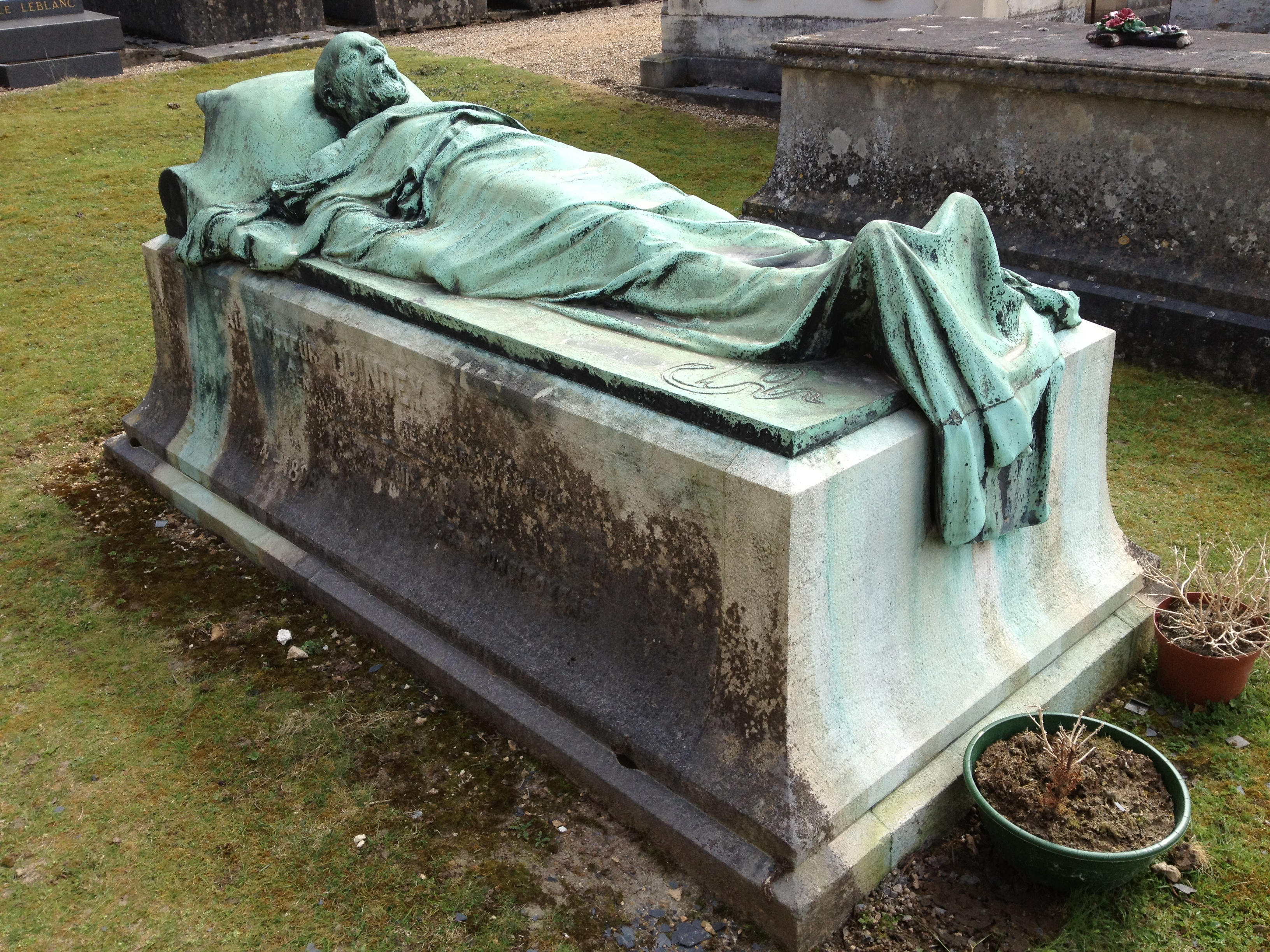
Gisant d'Anatole Guindey.
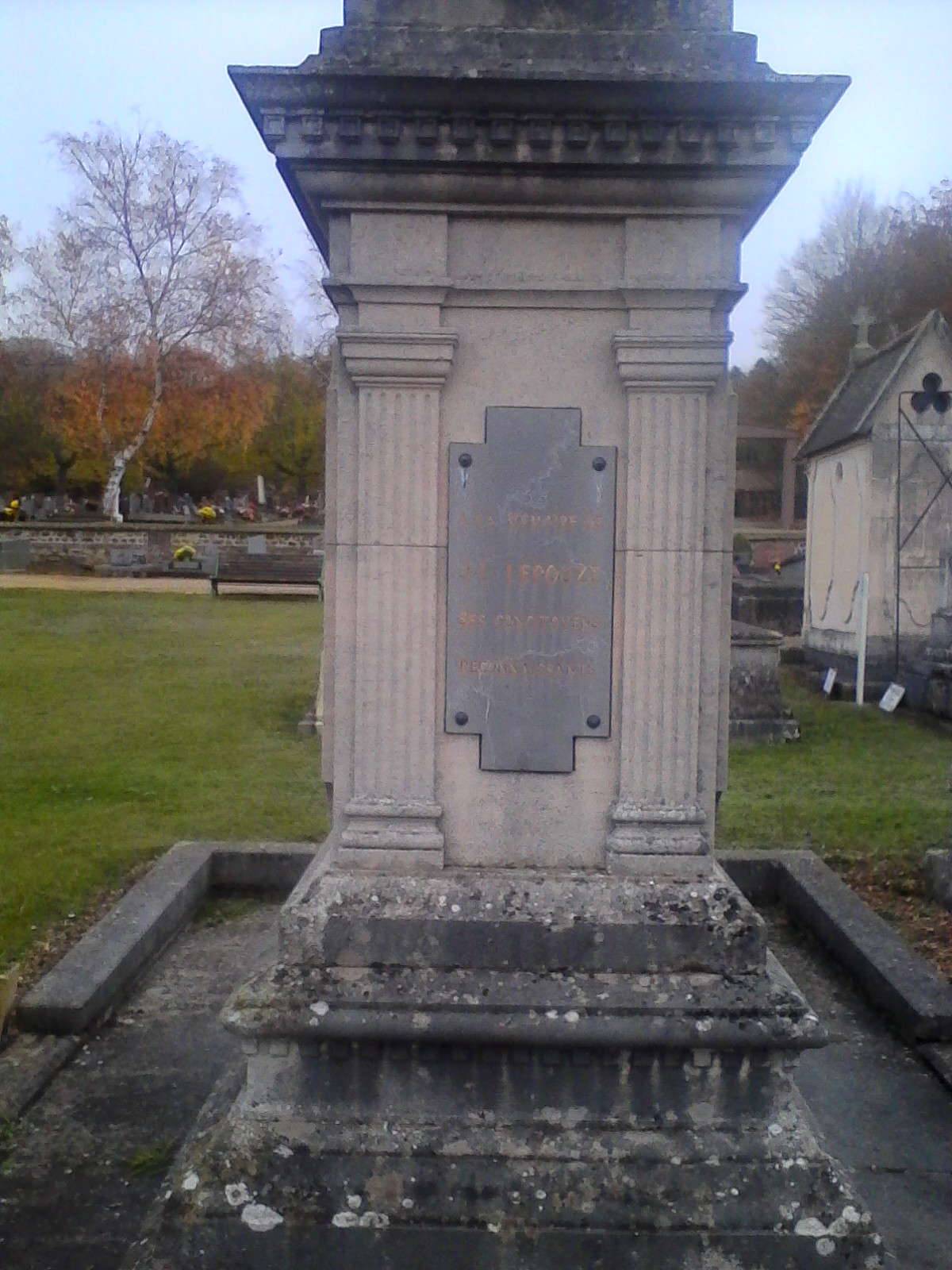
Socle du monument funéraire Lepouzé.

## Carré militaire
Le carré militaire Évreux-Breux relève les noms de 369 morts au cours des deux guerres mondiales principalement.
La Commonwealth War Graves Commission dénombre 78 sépultures.